# Danilo Kiš
Danilo Kiš (srbskou cyrilicí Данило Киш, 22. února 1935 Subotica — 15. října 1989 Paříž) byl srbský spisovatel a korespondenční člen SANU (Srpska akademija nauka i umetnosti). Je považován za prvního postmoderního srbského autora.

## Život

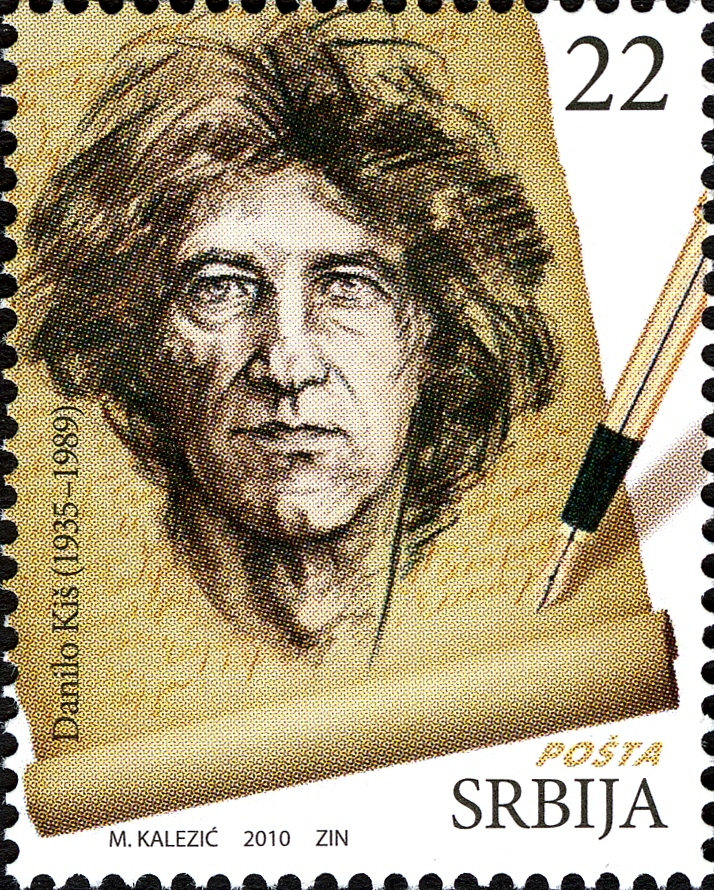
Danilo Kiš na srbské poštovní známce

Narodil se v Subotici v rodině maďarského žida Eduarda Kiše a Černohorky Milici Dragićevićové. V letech 1937 až 1942 žil v Novém Sadu, kde dokončil první třídu základní školy. Po protižidovských a protisrbských pogromech rodina odešla k otcovým příbuzným do vesnice Kerkabarabás v západním Maďarsku, kde školu dokončil a studoval i na dalších dvou gymnáziích[zdroj?]. Roku 1944 byl Kišův otec odvezen do koncentračního tábora Auschwitz-Birkenau, odkud se nevrátil. Po válce byl roku 1947 zbytek rodiny repatriován do Černé Hory, kde se usídlil v Cetinji, historické metropoli země. Tam Kiš žil až do doby dokončení střední školy; vysokoškolské vzdělání získal na Filologické fakultě Bělehradské univerzity, kterou studoval v letech 1954 až 1958.
Kiš byl literárně činný od konce 40. let, kdy začal skládat básně a poezii rovněž překládal. Roku 1962 vyšla jeho první kniha, souborné vydání románů Mansarda a Žalm 44. V 60. a 70. letech působil také jako lektor srbochorvatštiny ve Francii, od roku 1979 žil v Paříži.
Kiš se v roce 1962 oženil s Mirjanou Miočinovićovou, žil s ní až do rozvodu v roce 1981. Následující léta strávil s Pascale Delpechovou, se kterou žil až do konce svého života. Zemřel roku 1989 na rakovinu plic. Pochován byl v Bělehradě na Novém hřbitově.

## Dílo
Kiše proslavily hlavně romány, v roce 1962 mu dva vyšly jako jeho první kniha. Volnou trilogii vzpomínek na dětství a rodinu nazvanou Rodinný cirkus (Porodični cirkus) tvoří soubor povídek Ze sametového alba (Rani jadi, 1969, česky 1974 a 2000), román Zahrada, popel (Bašta, pepeo, 1965, česky 2000) a román Přesýpací hodiny (Peščanik, 1972). Tematikou nacistických vyhlazovacích táborů se zabývá román Žalm 44 (Psalam 44, 1962). V dílech, jakými jsou například Hrobka pro Borise Davidoviče (Grobnica za Borisa Davidoviča: sedam poglavlja jedne zajedničke povesti, 1976) nebo Encyklopedie mrtvých (Enciklopedija mrtvih, 1983) dokumentárním způsobem rozvinul příběhy obětí stalinské totality – poukazuje na časté zrady, klamy či lži.